# Marcelin Gando
Marcelin Gando (ur. 27 lutego 1997 w Loum) – kameruński piłkarz, pomocnik, występujący w północnomacedońskim klubie FK Rabotniczki Skopje. Młodzieżowy reprezentant Kamerunu.